# 6777 Балакірєв
6777 Балакірєв (6777 Balakirev) — астероїд головного поясу, відкритий 26 вересня 1989 року.
Тіссеранів параметр щодо Юпітера — 3,160.